# Sybil Jason
Sybil Jason (* 23. November 1927 in Kapstadt, Südafrika; † 23. August 2011 in Northridge, Kalifornien) war eine US-amerikanische Schauspielerin.

## Leben

### Kindheit und künstlerische Anfänge
Jason wurde als Sybil Jacobson in Kapstadt geboren, dort besaß ihr Vater ein Schuhgeschäft. Als Jason zwei Jahre alt war, zog ihre Familie nach Großbritannien. Jasons Mutter war von schwacher Gesundheit; ihre Erziehung wurde daher hauptsächlich von ihrer älteren Schwester Anita übernommen. Diese förderte die künstlerischen Neigungen und das Talent Jasons; sie lernte Klavierspielen, Singen und Tanzen; im Alter von nicht einmal fünf Jahren spielte sie Stars wie Greta Garbo, Maurice Chevalier, Jeanette MacDonald und Jimmy Durante nach.
Jasons Onkel, der Bandleader und Pianist Harry Jacobson, der sich ebenfalls in Großbritannien niedergelassen hatte, war dort als „The Crooning Pianist“ bekannt. Er trat mit britischen Tanz-Orchestern auf, unter anderem mit den Savoy Orpheans und dem Ray Noble’s Orchestra. Er war außerdem der musikalische Begleiter der Sängerin Gracie Fields. Er lud Sybil Jason und ihre Schwester Anita ein, bei ihm und seiner Frau in London zu wohnen. Harry Jaconson brachte Jason einige Songs bei, die sie vor Gästen vortrug. Die Sängerin Frances Day, die zu den Gästen gehörte, verschaffte Jason ihren ersten Auftritt bei einem Benefiz-Konzert im London Palladium.
Jason erhielt daraufhin auf Vermittlung von Gracie Fields ihre erste Filmrolle als Kinderdarstellerin in dem britischen Filmdrama Barnacle Bill (1935), mit Archie Pitt, Fields’ Ehemann, in der Hauptrolle. Irving Asher, der Leiter des Londoner Warner-Brothers-Büros, schickte daraufhin Probeaufnahmen zu Jack Warner nach Hollywood. Daraufhin wurde Jason von Warner Brothers nach Hollywood engagiert.

### Kinderstar in Hollywood
Von Warner Bros wurde Jason gezielt als Antwort und Gegenpart zu Shirley Temple, dem bei der 20th Century Fox unter Vertrag stehenden Kinderstar, aufgebaut. Jasons erster Film für Warner Bros war Little Big Shot (1935), ein Film nach einer Vorlage von Damon Runyon. Jason spielte ein Waisenmädchen, das die Herzen von zwei abgebrühten Hochstaplern (Robert Armstrong und Edward Everett Horton) für sich gewinnt. Jason hatte einige sehr gute Tanzszenen und sang das Titellied Rolling in Money. Ihre nächste Filmrolle hatte sie als Filmtochter von Kay Francis in dem romantischen Filmdrama I Found Stella Parrish (1935).
Zu ihren besten darstellerischen Leistungen gehört ihre Rolle als Sybil Haines in dem Film-Musical The Singing Kid (1936). Jason spielte erneut ein Waisenmädchen, diesmal war ihre Rolle jedoch heiterer angelegt als in Little big Shot. Jason sang das Lied You're the Cure for What Ails Me, gemeinsam mit Al Jolson in dessen letzter Hauptrolle. In dem Filmdrama The Great O’Malley (1937), wurde Jason im Vorspann an zweiter Stelle nach Pat O’Brien genannt; sie spielte Barbara „Babs“ Phillips, die körperlich behinderte Filmtochter von Humphrey Bogart.
1938 spielte sie nochmals mit Kay Francis, deren Karriere mittlerweile im Sinken war, zusammen, in dem Filmdrama Comet Over Broadway, wiederum als Francis’ Tochter. Warner Bros entschied sich daraufhin, Jasons Vertrag nicht zu verlängern. Jason drehte danach für die Filmgesellschaft Republic Pictures den Film Woman Doctor (1939).
Daraufhin wurde sie von der 20th Century Fox unter Vertrag genommen; sie wurde neben Shirley Temple als zweiter Kinderstar in zwei Filmen für die jeweils zweite Hauptrolle besetzt. In der Filmkomödie Die kleine Prinzessin (1939) spielte Jason, mit Cockney-Akzent, das junge an einer viktorianischen Mädchenschule hart arbeitende Dienst- und Spülmädchen Becky. Ihre Rolle hatte Jason mit Dame Wendy Hiller einstudiert, die als ihr Schauspielcoach fungierte. In ihrem letzten Film The Blue Bird (1940), spielte sie ein junges Mädchen, das nicht laufen kann, am Ende des Films jedoch geheilt wird. Auf Betreiben von Shirley Temples Mutter wurde Jasons Rolle jedoch wesentlich gekürzt; Temples Mutter fürchtete um die Popularität ihrer Tochter. Temple und Jason selbst sahen sich jedoch nicht als Konkurrentinnen. Aus ihrer gemeinsamen Zusammenarbeit entstand eine lebenslange Freundschaft.

### Späteres Leben
Mit dreizehn Jahren beendete Jason ihre Filmtätigkeit. Jason kehrte nach Südafrika zurück; dort besuchte sie die Schule. Während des Zweiten Weltkriegs lebte sie in Südafrika. Nach dem Krieg kehrte sie in die Vereinigten Staaten zurück. Jason versuchte, ihre Karriere als Schauspielerin wiederaufzunehmen; sie spielte Theater in Kalifornien. Bei Proben zu dem Musical Der Zauberer von Oz lernte sie den Schriftsteller und Radio-Autor Anthony Drake († 2005) kennen. Jason und Drake heirateten 1947. Aus der Ehe ging eine Tochter, Toni Drake-Rossi, hervor. Jason arbeitete später als Schauspiellehrerin. Sie schrieb die Libretti für zwei Musicals, Garden Party und Garage Sale. 2004 veröffentlichte sie ihre Memoiren unter dem Titel My 15 Minutes: An Autobiography of a Child Star of the Golden Era of Hollywood.
Sybil Jason starb im Alter von 83 Jahren in ihrem Haus in Northridge, Kalifornien, an den Folgen einer chronisch obstruktiven Lungenerkrankung.

## Filmografie
- 1935: Barnacle Bill
- 1935: Dance Band
- 1935: Little Big Shot
- 1935: I Found Stella Parrish
- 1936: The Singing Kid
- 1936: Changing of the Guard
- 1936: The Captain’ Kid
- 1937: Ordnung ist das halbe Leben (The Great O’Malley)
- 1937: A Day at Santa Anita
- 1937: Little Pioneer
- 1938: Comet Over Broadway
- 1939: Woman Doctor
- 1939: Die kleine Prinzessin (The Little Princess)
- 1940: The Blue Bird